# 朝夷郡
- 令制国一覧 > 東海道 > 安房国 > 朝夷郡
- 日本 > 関東地方 > 千葉県 > 朝夷郡

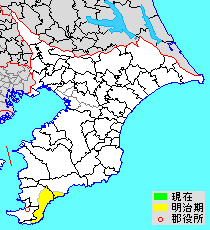
千葉県朝夷郡の位置

朝夷郡（あさいぐん）は、安房国（千葉県）にあった郡。

## 郡域
1878年（明治11年）に行政区画として発足した当時の郡域は、現在の行政区画では概ね以下の区域にあたる。
- 南房総市の一部（白浜町白浜以東および大井、宮下、川谷、丸本郷、前田、沓見以東）
- 鴨川市の一部（江見各町および東江見・西江見）

## 歴史
古くは「あさひなのこおり」と読んだ（和名類聚抄）。朝平郡（あさひらぐん）と記されていたこともある。

### 近代以降の沿革
- 「旧高旧領取調帳」に記載されている明治初年時点での当郡域の支配は以下の通り。●は村内に寺社領が、○は寺社除地（領主から年貢免除の特権を与えられた土地）が、×には寺社見捨地が存在。

| 知行         | 知行                       | 村数 | 村名 |
| ------------ | -------------------------- | ---- | --- |
| 幕府領       | 幕府領                     | 17村 | 川谷村、白渚村、西白渚村、乙浜村、●白浜村、●白間津村、○大川村、真浦村、石堂原村、宮下村、●北朝夷村、●南朝夷村、平館村、忽戸村、川口村、○平磯村、千田村                                                                       |
| 幕府領       | 旗本領                     | 8村  | 吉浦村、峰村、内遠野村、○仁我浦村、●○瀬戸村、松田村、○海発村、大夫崎村 |
| 幕府領       | 幕府領・旗本領             | 1村  | 真門村 |
| 藩領         | 安房館山藩                 | 1村  | 御子神村 |
| 藩領         | 上野前橋藩                 | 26村 | 宇田村、大井村、黒岩村、珠師ヶ谷村、沓見村、小川村、×柴村、前田村、石神村、川戸村、●丸本郷村、川合村、牧田村、布野村、五十蔵村、磑森村、上三原村、滝原村、中三原村、下三原村、沼村、小向村、○岩糸村、西原村、小戸村、●石堂村 |
| 藩領         | 武蔵岩槻藩                 | 1村  | 和田村 |
| 藩領         | 越前敦賀藩                 | 2村  | ●大貫村、●久保村 |
| 藩領         | 館山藩・前橋藩             | 1村  | ●○加茂村 |
| 幕府領・藩領 | 幕府領・敦賀藩             | 1村  | 安馬谷村 |
| 幕府領・藩領 | 旗本領・前橋藩             | 3村  | 白子村、青木村、江見村（東江見村） |
| 幕府領・藩領 | 旗本領・前橋藩・上総鶴牧藩 | 1村  | 江見村（西江見村） |
| その他       | 寺社除地、見捨地           | 1村  | 花園村 |

- 明治初年に江見村が東江見村、西江見村に分村。
- 慶応4年
  - 7月2日（1868年8月19日） - 鶴牧藩領、岩槻藩領の全域、幕府・旗本領の大部分（内遠野村、仁我浦村、松田村、海発村、石堂原村の全域、宮下村の一部を除く）、前橋藩領の一部（柴村、布野村、青木村、五十蔵村、磑森村、上三原村、滝原村、中三原村、下三原村、沼村、小向村、岩糸村、江見村〈東江見村〉、江見村〈西江見村〉）が安房上総知県事の管轄となる。また、以降の藩の設置にはすべて旧寺社領、寺社除地も含む。
  - 7月13日（1868年8月30日） - 駿河田中藩が転封。それにともない館山藩、前橋藩、敦賀藩で領地替えが行われ、郡内全域が安房長尾藩となる。
- 明治4年
  - 7月14日（1871年8月29日） - 廃藩置県により長尾県の管轄となる。
  - 11月14日（1871年12月25日） - 長尾県が木更津県に統合。
  - 西白渚村が白渚村に編入。
- 明治5年 - 滝原村が上三原村に編入。
- 1877年（明治10年）
  - 中三原村、下三原村、沼村が合併して御原村が発足。
  - 御子神村が宮下村に編入。
- 1878年（明治11年）11月2日 - 郡区町村編制法の千葉県での施行により、行政区画としての朝夷郡が発足。「安房平朝夷長狭郡役所」が安房郡北条村に設置され、安房郡・平郡・長狭郡とともに管轄。

### 町村制以降の沿革

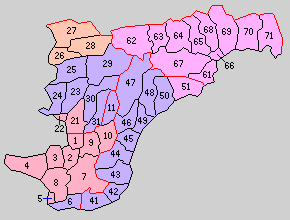
41.白浜村 42.七浦村 43.曦村 44.健田村 45.千歳村 46.豊田村 47.満禄村 48.北三原村 49.南三原村 50.和田村 51.江見村 （赤：館山市 桃：鴨川市 紫：南房総市 1 - 11は安房郡 21 - 31は平郡 61 - 71は長狭郡）

- 1889年（明治22年）4月1日 - 町村制施行により朝夷郡に以下の11村が発足。特記以外は全域が現・南房総市。
  - 白浜村 ← 白浜村、乙浜村
  - 七浦村 ← 白間津村、大川村、千田村、平磯村
  - 曦村 ← 南朝夷村、北朝夷村、平舘村、忽戸村、川口村
  - 健田村 ← 川戸村、瀬戸村、大貫村、宇田村、牧田村
  - 千歳村 ← 川合村、安馬谷村、峰村、久保村、白子村
  - 豊田村 ← 加茂村、沓見村、岩糸村、西原村、小戸村
  - 満禄村 ← 川谷村、石堂村、石堂原村、珠師ヶ谷村、前田村、丸本郷村、宮下村、大井村、嶺岡柱木牧
  - 北三原村 ← 黒岩村、小川村、上三原村、小向村、布野村、磑森村、五十蔵村
  - 南三原村 ← 海発村、松田村、白渚村、御原村
  - 和田村 ← 和田村、真浦村、花園村、柴村、仁我浦村の大部分（外堀を除く）
  - 江見村 ← 西江見村、東江見村、青木村、内遠野村、真門村、仁我浦村の一部（外堀）（現・鴨川市）
  - その他、吉浦村、太夫崎村が長狭郡太海村に編入。
- 1890年（明治23年）3月3日 - 満禄村が改称して丸村となる。（11村）
- 1897年（明治30年）4月1日 - 郡制の施行により、安房郡・平郡・朝夷郡・長狭郡の区域をもって、改めて安房郡が発足。同日朝夷郡廃止。

## 行政
安房平朝夷長狭郡長
特記なき場合『千葉県安房郡誌』による。
| 代 | 氏名       | 就任年月日             | 退任年月日                | 備考 |
| -- | ---------- | ---------------------- | ------------------------- | ---- |
| 1  | 重城保     | 明治11年（1878年）11月 | 明治14年（1881年）2月     |      |
| 2  | 吉田謹爾   | 明治14年（1881年）2月  | 明治28年（1895年）11月    |      |
| 3  | 杉本駿     | 明治28年（1895年）11月 | 明治29年（1896年）8月     |      |
| 4  | 井上如苞   | 明治29年（1896年）8月  | 明治29年（1896年）12月    |      |
| 5  | 宮田保太郎 | 明治29年（1896年）12月 | 明治30年（1897年）3月31日 | 廃官 |